# Гонсалес, Рауль (боксёр)
Рау́ль Гонса́лес Са́нчес (исп. Raúl González Sánchez; род. 5 июня 1967) — кубинский боксёр наилегчайшей весовой категории, выступал за сборную Кубы в первой половине 1990-х годов. Серебряный призёр летних Олимпийских игр в Барселоне, обладатель бронзовой медали чемпионата мира, серебряный призёр Панамериканских игр, победитель многих международных турниров и национальных первенств.

## Биография
Рауль Гонсалес родился 5 июня 1967 года. Первого серьёзного успеха в боксе добился в 1989 году, когда впервые стал чемпионом Кубы в наилегчайшей весовой категории и попал в основной состав кубинской национальной сборной. Как член сборной выступил на чемпионате Центральной Америки и Карибского бассейна в Санто-Доминго, где тоже был лучшим. В следующем сезоне защитил звание национального чемпиона, в том числе взял верх над будущим чемпионом мира среди профессионалов Хоэлем Касамайором. А позже занял третье место на Кубке мира в Дублине, проиграв лишь сильному венгерскому боксёру Иштвану Ковачу.
Благодаря череде удачных выступлений в 1992 году Гонсалес удостоился права защищать честь страны на летних Олимпийских играх в Барселоне — дошёл в наилегчайшем весе до финала, но в решающем матче потерпел поражение от представителя Северной Кореи Чхве Чхоль Су.
После Олимпиады в течение двух лет Гонсалес не выступал на международном уровне, а вернулся в сборную только в 1995 году, в третий раз став чемпионом Кубы. Побывал на Панамериканских играх в аргентинской Мар-дель-Плате, откуда привёз награду серебряного достоинства — в финальном противостоянии уступил доминиканцу Хоану Гусману. Также принял участие в зачёте чемпионата мира в Берлине, где дошёл до полуфинала и взял бронзу — в полуфинале со счётом 8:11 его выбил немец Золтан Лунка. Вскоре по окончании этих соревнований Рауль Гонсалес принял решение завершить спортивную карьеру.